# Заров
Заров (нім. Sarow) — громада в Німеччині, розташована в землі Мекленбург-Передня Померанія. Входить до складу району Мекленбургіше-Зенплатте. Складова частина об'єднання громад Деммін-Ланд.
Площа — 33,61 км2. Населення становить 717 ос. (станом на 31 грудня 2020).